# Anemia raddiana
Anemia raddiana là một loài dương xỉ trong họ Anemiaceae. Loài này được Link mô tả khoa học đầu tiên năm 1833.